# Lo Boschet
Le Bouchet-Saint-Nicolas és un municipi francès situat al departament de l'Alt Loira i a la regió d'Alvèrnia-Roine-Alps. L'any 2007 tenia 239 habitants.

## Demografia

### Població
El 2007 la població de fet de Le Bouchet-Saint-Nicolas era de 239 persones. Hi havia 100 famílies de les quals 36 eren unipersonals (12 homes vivint sols i 24 dones vivint soles), 32 parelles sense fills i 32 parelles amb fills.
La població ha evolucionat segons el següent gràfic:
Habitants censats

### Habitatges
El 2007 hi havia 173 habitatges, 100 eren l'habitatge principal de la família, 66 eren segones residències i 7 estaven desocupats. 167 eren cases i 5 eren apartaments. Dels 100 habitatges principals, 86 estaven ocupats pels seus propietaris, 11 estaven llogats i ocupats pels llogaters i 3 estaven cedits a títol gratuït; 2 tenien dues cambres, 19 en tenien tres, 23 en tenien quatre i 56 en tenien cinc o més. 68 habitatges disposaven pel capbaix d'una plaça de pàrquing. A 37 habitatges hi havia un automòbil i a 35 n'hi havia dos o més.

### Piràmide de població
La piràmide de població per edats i sexe el 2009 era:
| Homes | Edats   | Dones |
| ----- | ------- | ----- |
| 0     | 95 o +  | 0     |
| 4     | 90 a 94 | 0     |
| 4     | 85 a 89 | 4     |
| 0     | 80 a 84 | 4     |
| 8     | 75 a 79 | 8     |
| 8     | 70 a 74 | 12    |
| 4     | 65 a 69 | 0     |
| 12    | 60 a 64 | 12    |
| 4     | 55 a 59 | 4     |
| 4     | 50 a 54 | 4     |
| 4     | 45 a 49 | 4     |
| 12    | 40 a 44 | 12    |
| 8     | 35 a 39 | 4     |
| 8     | 30 a 34 | 16    |
| 4     | 25 a 29 | 4     |
| 4     | 20 a 24 | 12    |
| 0     | 15 a 19 | 8     |
| 12    | 10 a 14 | 4     |
| 0     | 5 a 9   | 8     |
| 8     | 0 a 4   | 12    |

## Economia
El 2007 la població en edat de treballar era de 132 persones, 104 eren actives i 28 eren inactives. De les 104 persones actives 94 estaven ocupades (48 homes i 46 dones) i 10 estaven aturades (7 homes i 3 dones). De les 28 persones inactives 12 estaven jubilades, 9 estaven estudiant i 7 estaven classificades com a «altres inactius».

### Ingressos
El 2009 a Le Bouchet-Saint-Nicolas hi havia 104 unitats fiscals que integraven 242 persones, la mediana anual d'ingressos fiscals per persona era de 12.050 €.

### Activitats econòmiques
Dels 12 establiments que hi havia el 2007, 2 eren d'empreses de construcció, 1 d'una empresa de comerç i reparació d'automòbils, 1 d'una empresa de transport, 2 d'empreses d'hostatgeria i restauració, 1 d'una empresa immobiliària, 4 d'empreses de serveis i 1 d'una empresa classificada com a «altres activitats de serveis».
Dels 3 establiments de servei als particulars que hi havia el 2009, 1 era un paleta, 1 electricista i 1 agència immobiliària.
L'any 2000 a Le Bouchet-Saint-Nicolas hi havia 28 explotacions agrícoles que ocupaven un total de 1.155 hectàrees.

## Equipaments sanitaris i escolars
El 2009 hi havia una escola elemental.

## Poblacions més properes
El següent diagrama mostra les poblacions més properes.